# Remo Staubli
Remo Staubli (* 7. Oktober 1988 in New York, Vereinigte Staaten) ist ein ehemaliger Schweizer Fussballspieler. Er besitzt auch die US-amerikanische Staatsbürgerschaft.

## Karriere
Staubli spielte ab 2002 für den Nachwuchs des FC Zürich. Ab dem Rückrundenstart der Saison 2006/07 kam er regelmässig zu Teileinsätzen in der Super League. In dieser Zeit erzielte er zwei Treffer für den FC Zürich. In der Saison 2009/10 spielte er leihweise für den FC Schaffhausen in der Challenge League, eine Saison später wurde der Mittelfeldspieler zum FC Lugano ausgeliehen. Zur Saison 2011/12 wurde er erneut leihweise in die Challenge League abgegeben, diesmal zum FC Aarau. Am Ende dieser Leihe entschied sich Aarau, Staubli definitiv für drei Jahre unter Vertrag zu nehmen.
Nach diversen Verletzungen, wovon ihn einige seit Juniorenzeiten verfolgten, gab er im Februar 2014 das Ende seiner noch jungen Karriere bekannt. Nachdem er von 2014 bis 2016 im Amateurbereich beim FC Meilen gespielt hatte, ergab sich im Februar 2016 der Wechsel zum FC Rapperswil-Jona, mit dem er am Ende der Saison 2016/17 den Aufstieg in die Challenge League erreichte.

## Titel und Erfolge
FC Zürich
- Schweizer Meister: 2007

FC Rapperswil-Jona
- Meister der Promotion League:  2017